# VEGA Grieshaber
Die VEGA Grieshaber KG ist ein international tätiger Hersteller von Sensoren für die Messung von Füllstand, Grenzstand und Druck bei industriellen Herstellungsprozessen.
Das Unternehmen mit Sitz in Schiltach im Schwarzwald, gehört zusammen mit der Supfina Grieshaber GmbH & Co. KG und der Grieshaber GmbH & Co. KG zur Grieshaber Gruppe.
VEGA wurde 1959 gegründet und ist in über 80 Ländern mit Tochtergesellschaften und Vertriebspartnern aktiv und beschäftigt weltweit mehr als 2.600 Mitarbeiter, mehr als 1.200 davon am Hauptsitz in Schiltach.

## Geschichte
VEGA wurde im Jahr 1959 von Bruno Grieshaber (* 16. September 1919 in Triberg im Schwarzwald, † 7. Oktober 2005 in Kinzigtal) in Wolfach gegründet. Im Jahr 1964 wurde ein Patent für die „stromorientierte Messung“ angemeldet. 1967 folgte die Patentanmeldung für die „kapazitive Messelektrode“. Bereits 1973 wurden die ersten Druckmessumformer zur kontinuierlichen Füllstandmessung gefertigt. Im Jahr 1975 erfolgte dann der Umzug mit 100 Mitarbeitern nach Schiltach. 1994 übernahm Jürgen Grieshaber die Unternehmensleitung von seinem Vater.

## Produkte
Das Unternehmen entwickelt Sensoren für die kontinuierliche Füllstandmessung, die Grenzstanderfassung und die Prozess- und Differenzdruckmessung sowie Geräte und Software zur Einbindung in Prozessleitsysteme. Realisiert werden neun physikalische Messprinzipien für Füllstand- und Druckmessgeräte. Als Messverfahren zur kontinuierlichen Füllstandmessung kommt Radar, Geführtes Radar, Ultraschall, Kapazitiv, Hydrostatik und Radiometrie zum Einsatz. Bei der Grenzstanderfassung werden Vibrationsgrenzschalter, kapazitive, konduktive und radiometrische Grenzschalter angeboten. Einen Großteil der Druckmesszellen produziert Vega selbst. Genutzt zur Dichte- und Durchflussmessung werden die Messverfahren Differenzdruck und Radiometrie.
Im Jahr 1991 stellte Vega sein erstes Radarfüllstandmessgerät vor. Später wurden die Empfindlichkeit der Radarsensoren deutlich erhöht und die Signalverarbeitung an die Gegebenheiten in Schüttgutbehältern angepasst. 
Typische Einsatzorte für die Sensoren sind Prozesstanks, Lagertanks, Silos oder mobile Behälter in den Prozessindustrien, beispielsweise in der chemischen oder pharmazeutischen Industrie, der Lebensmittelindustrie, in der Umwelttechnik, im Wasser- und Abwasserbereich, in der Energieerzeugung, der Mineralölindustrie, der Metallgewinnung, im Bergbau, auf Schiffen und in Flugzeugen.